# Garnsviken, Sigtuna
Garnsviken är en 5 km lång vik av Mälaren i Uppland. Den mynnar ut i Sigtunafjärden strax öster om Sigtuna. Venngarns slott låg ursprungligen vid Garnsviken, innan landhöjningen avlägsnade vattnet med en kilometer. Askarehage naturreservat ligger vid den grunda viken och har många utbredda strandängar med rikt fågelliv. Fram till cirka år 1000 e.Kr. utgjorde Garnsviken del av en segelled mellan Uppsala och Sigtuna, som var något kortare än nuvarande vattenförbindelsen via Skofjärden längre västerut.

## Källa
- Mattias Pettersson, "Välkommen till Askarehage naturreservat", informationsblad utgiven av Sigtuna kommun 2014.